# Sulejów
Sulejów è un comune urbano-rurale polacco del distretto di Piotrków, nel voivodato di Łódź.
Ricopre una superficie di 189,45 km² e nel 2004 contava 15 375 abitanti.